# Lago delle Piane
Il lago delle Piane (lagh ëd le Pian-e in piemontese)  è un invaso artificiale situato all'altezza di 325 m s.l.m. che sbarra il torrente Ostola in provincia di Biella. La diga si trova in comune di Masserano ma il lago interessa anche i comuni di Curino, Casapinta e Mezzana.

## Origine e collocazione
L'Ostola è un tributario del torrente Cervo. Alimentano il lago anche il Torrente Cigliaga e alcuni altri affluenti minori dell'Ostola. Il bacino è stato realizzato negli anni '60 per scopi irrigui e ha un perimetro di 7,6 km, con lunghezza massima di 1,83 km e larghezza massima 1,34 km; la capacità di invaso è di 5,5 milioni di metri cubi. Viene gestito dal Consorzio di Bonifica della Baraggia Ovest Sesia che lo utilizza per alimentare la propria rete di canali irrigui a servizio della risicoltura.
La diga è raggiunta da una strada che parte dalla frazione Bozzonetti di Masserano.

## Escursionismo
Una interessante escursione permette di raggiungere la parte nord del lago a partire dalla frazione Sola di Mezzana; di qui si può proseguire fino a Bioletto (Curino) attraversando il caratteristico e selvaggio ambiente delle Rive Rosse.